# Bridei VI dei Pitti
Bridei, figlio di Uurad (fl. IX secolo), è stato sovrano dei Pitti attorno all'842.
Due suoi fratelli, Ciniod e Drest, avrebbero regnato per breve tempo.